# Neoclosterus argodi
Neoclosterus argodi es una especie de escarabajo longicornio del género Neoclosterus, tribu Plectogasterini, orden Coleoptera. Fue descrita científicamente por Belon en 1913.
El período de vuelo ocurre durante todos los meses del año excepto en mayo.

## Descripción
Mide 30-39 milímetros de longitud.

## Distribución
Se distribuye por República Democrática del Congo, Camerún, Gabón, Costa de Marfil, Sudáfrica, Ghana, Guinea y Sierra Leona.